# روابط کره شمالی و کره جنوبی
کره شمالی و کره جنوبی قبلاً یک کشور واحد تحت امپراتوری کره بود که در سال ۱۹۱۰ توسط ژاپن مورد استعمار قرار گرفت. با پایان جنگ جهانی دوم در ۲ سپتامبر ۱۹۴۵ شبه جزیره کره به دو منطقه شمالی و جنوبی تقسیم شد و رسماً در سال ۱۹۴۸ کره شمالی تأسیس شد. علیرغم این جدایی، هر دو در قانون اساسی خود ادعای حاکمیت بر تمام کره را داشته‌اند و هر دو از نام «کره» در انگلیسی استفاده کرده‌اند. دو کشور از سال ۱۹۵۰ تا ۱۹۵۳ در جنگ کره شرکت کردند که با پیمان ترک مخاصمه کره اما بدون یک پیمان صلح به پایان رسید.
کره شمالی یک کشور با نظام تک‌حزبی است که توسط خانواده کیم اداره می‌شود. کره جنوبی قبلاً به صورت دیکتاتوری نظامی اداره می‌شد تا اینکه در سال ۱۹۸۷ پس از خیزش دموکراتیک ژوئن و سپس برگزاری اولین انتخابات ریاست‌جمهوری مستقیم به دموکراتیزه شدن کامل رسید. هر دو کشور مدعی کل شبه جزیره کره و جزایر اطراف هستند. هر دو کشور در سال ۱۹۹۱ به سازمان ملل متحد پیوستند و توسط اکثر کشورهای عضو به رسمیت شناخته می‌شوند. از دهه ۱۹۷۰، هر دو کشور گفتگوهای دیپلماتیک غیررسمی را برای کاهش تنش‌های نظامی انجام داده‌اند.
در سال ۲۰۰۰، کیم دای جونگ اولین رئیس‌جمهور کره جنوبی محسوب می‌شود که ۵۵ سال پس از تقسیم شبه جزیره از کره شمالی بازدید می‌کند، در زمان کیم دای جونگ، کره جنوبی سیاست آفتاب تابان را اجرا کرد تا به روابط صلح آمیزتری با کره شمالی رسد. این سیاست، در میان موردهای دیگر، منطقه صنعتی کائسونگ را تأسیس کرد. این سیاست توسط رئیس‌جمهور بعدی رو مو هیون (که در سال ۲۰۰۷ از کره شمالی بازدید کرد و با رهبر کره شمالی کیم جونگ ایل ملاقات کرد) ادامه یافت. از طریق این دیدار، هر دو رهبر بیانیه ای را برای پیگیری صلح و بهبود روابط بین دو کره امضا کردند. با این حال، در مواجهه با انتقادات فزاینده، سیاست آفتاب تابان در دو دولت بعدی متوقف شد. در دوران ریاست جمهوری لی میونگ باک و پارک گون هه، روابط بین کره شمالی و کره جنوبی خصمانه تر شد.
با شرکت کره شمالی در بازی‌های المپیک زمستانی ۲۰۱۸، روابط دو کشور شاهد پیشرفت دیپلماتیک بزرگی بود و به‌طور قابل توجهی گرم تر شد. در آوریل ۲۰۱۸، دو کشور بیانیه پانمونجوم را امضا کردند. اجلاس سران بین کره شمالی و جنوبی همچنین روابط مثبت بین کره شمالی و آمریکا را تسهیل کرد. با این حال، مذاکرات در سال ۲۰۲۰ متوقف شد و روابط، به ویژه در دوران ریاست جمهوری یون سوک یول، با افزایش تنش‌های نظامی، بدتر شد.